# Битва при Гуаньду
Битва при Гуаньду — битва между войсками китайских военачальников Цао Цао и Юань Шао, произошедшая в 200 году у реки Хуанхэ на землях современного уезда Чжунму провинции Хэнань.

## Обстановка накануне сражения
Широкомасштабные боевые действия между Цао Цао и Юань Шао начались осенью 199 г. Юань Шао объявил своей целью освободить императора Сянь-ди, находившегося, фактически, под арестом у Цао Цао. Юань Шао обладал более крупной армией, однако, авангард его войск уже был разбит в битве при Байма. Тогда Восстание жёлтых повязок временно приостановило продвижение войск Цао Цао. Юань Шао перехватил инициативу и подвёл свои войска к переправе Гуаньду.

## Сражение
Армия Юань Шао превосходила армию Цао Цао как в живой силе, так и в количестве провианта. После неожиданной атаки лучников войска Цао Цао отступили и организовали оборону в крепости Гуаньду. Войска Юань Шао насыпали вблизи лагеря Цао Цао холмы, соорудили на них дозорные башни с лучниками и начали обстрел лагеря противника. Изготовив камнеметательные машины, армии Цао Цао удалось причинить противнику сильный урон. Попытка прорыть подземный ход в лагерь Цао Цао также была пресечена вырытым вокруг лагеря рвом. Тогда армия Юань Шао взяла лагерь противника в осаду.
Когда запасы провианта начали подходить к концу военачальникам Цао Цао Сюй Хуану с Ли Хуаню удалось совершить вылазку из лагеря и уничтожить крупный обоз с провиантом, направлявшийся в лагерь Юань Шао. Возвращаясь, благодаря вовремя подоспевшей помощи Чжан Ляо и Сюй Чу, они разбили посланные к горящему обозу отряды Чжан Го и Гао Ланя.
Запасы провианта армии Юань Шао были собраны на озере Учао. Замаскировавшись под вражескую армию, отряд, возглавляемый самим Цао Цао, зашёл к противнику в тыл, ударил по вражескому лагерю и поджёг житницы с провиантом. Узнав о нападении Юань Шао направил на помощь к Учао Цзян Цзи с десятью тысячами воинов, а Чжан Го и Гао Ланя с пятитысячным отрядом приказал атаковать Гуаньду. Тем временем Цао Цао снова переодел своих воинов, замаскировавшись под разбитый у Учао отряд Чуньюй Цюна. Введя в заблуждение Цзян Цзи, они разбили его воинов и послали к Юань Шао фальшивого гонца, сообщавшего о победе. Атака Чжан Го и Гао Ланя на лагерь была отбита, а по возвращении Цао Цао их отряды были окружены и разбиты.

Полководцы Чжан Го и Гао Лань, испугавшись, что Юань Шао поверит клевете и казнит их, перешли на сторону Цао Цао. Возглавив его армию они атаковали лагерь Юань Шао. Распространив слухи о ложных атаках, Цао Цао удалось рассредоточить войска Юань Шао и успешно атаковать его лагерь. Сам Юань Шао бежал. Конец этого боя в романе «Троецарствие» описан так:
Кровь лилась ручьями, утонувших в реке было великое множество. Цао Цао одержал большую победу.

## Последствия
Юань Шао отступил в Цзичжоу. Ему удалось собрать разбитую армию и, получив подкрепления, от Юань Си, Юань Таня и своего племянника Гао Ганя, начал готовиться к новой битве. Она состоялась летом 201 года при Цантине.